# Fulhadhoo
Fulhadhoo (en Maldivien ފުޅަދޫ), est une île habitée des Maalhosmadulu du Sud aux Maldives. 

## Géographie
Située à 101,21 km de Malé, elle s'étend sur 31,5 hectares. Au recensement de 2014, l'île compte 175 habitants. 

## Histoire
L'île se trouve dans un petit atoll séparé avec Goidhoo et Fehendhoo, ainsi que quatre petits îlots inhabités. L'atoll de Goidhoo (également Goidu ou Goifulhafehendhu), porte le nom d'atoll de Horsburgh dans les cartes de l'Amirauté. Il est séparé du sud de Maalhosmadulhu par un large canal de 11 km. Cet atoll est de forme ovale et petit, sa plus grande longueur étant de 16 km. La superficie totale de l'atoll (y compris le lagon et le platier récifal) est de 105 km2, dont uniquement 1,7 km2 est une terre sèche. Le lagon intérieur a une profondeur de 17 à 20 brasses (31 à 37 m) ; il a un fond sablonneux mêlé de boue et d'argile. Contrairement aux lagons de la plupart des petits atolls des Maldives, ce lagon est exempt de patates coralliennes en son centre.
Dans les cartes de l'Amirauté, cet atoll porte le nom de James Horsburgh, hydrographe de la Compagnie britannique des Indes orientales.